# Завгородній Микола Володимирович
Мико́ла Володи́мирович Завгоро́дній (12 лютого 1953, с. Велике Краснодарського краю, РСФСР — 3 червня 2021, м. Одеса, Україна) — театральний актор. Народний артист України (2014).

## Життєпис
1980 — закінчив Державний інститут театрального мистецтва (клас професора Л. Д. Михайлова) у Москві. На запрошення Михайла Водяного з молодою дружиною Наталією Завгородньою був запрошений до Одеського театру музичної комедії.
З 1980 — соліст-вокаліст Одеського театру музичної комедії ім. М. Водяного.

## Ролі
- Бабс («Донна Люция» О. Фельцмана)
- Барон Зетта («Весела вдова» Ф. Легара)
- Болеро («Жирофлє-Жирофля» Ш. Лекока)
- Емсі («Кабаре» Дж. Кендера)
- Зупан, Естергазі («Маріца» І. Кальмана)
- Попандопуло («Бал на честь короля» Е. Митницького)
- Удря («Безіменна зірка» М. Самойлова)
- Черговий («Кажан» Й. Штраусса)